# 光亮玉山竹
光亮玉山竹（学名：Yushania levigata）为禾本科玉山竹属下的一个种。

## 扩展阅读
- 維基物種上的相關：光亮玉山竹